# 東京都立東大和高等学校
東京都立東大和高等学校（とうきょうとりつ ひがしやまとこうとうがっこう）は、東京都東大和市中央三丁目に所在する都立高等学校。スポーツが盛んなことで知られている。

## 沿革
- 1971年 - 創立
- 2000年 - 創立30周年記念
- 2005年 -「文化･スポーツ等特別推薦」入試枠を設定
- 2007年 - 都教育委員会より「重点支援校」に指定
- 2009年 - 東京都より「東京アスリート育成推進校」に指定
- 2015~2017年 -「スポーツ特別強化校」に指定

## 行事・特徴
運動が盛んなため「体育祭」ではなく、「体育大会」（6月）と呼ばれる。個人競技メインでその中でも走る競技が多い。
他には球技大会（5月）、合唱祭(2月)、ロードレース大会（2月）なども行われる。

## 施設
高校では珍しく屋上が解放されている。ほかには体育館、剣道場、柔道場、部室棟、校庭、プール、テニスコートがある。

## 部活動
Sport-Science Promotion Club(スポーツ特別強化校) に陸上競技（男女）と硬式テニス（女）が指定されている。
※以前は東京アスリート育成推進校に男子バスケットボールと男子ハンドボールが指定されていた。
野球部が、佐藤道輔監督のもと1978年・1985年全国高等学校野球選手権西東京大会にて準優勝を2度果たしており、元祖「都立の星」と呼ばれた。2010年は男子ハンドボール部が都立勢としては37年ぶりとなる全国大会出場を成し遂げた。その他バレーボール部やバスケットボール部、柔道部、陸上競技部も強豪である。
陸上競技部が、川島利治監督のもと2016年には栗原理沙が走高跳・混成（7種）の競技種目において全国総体（インターハイ）で7位に入賞したほか
2024年の箱根駅伝2024には川島利治の教え子だった上杉祥大が創価大学の10区を11位で完走した。
入試では、一般入試の他に硬式野球、サッカー、バスケットボール、バレーボール、ハンドボール、陸上競技においてスポーツ推薦を実施している。

## 著名な出身者
- 佐藤道輔（野球部監督、東京都高野連理事）
- 床秦留可 (アイスホッケー選手)
- 溝口稔（映画監督、脚本家、音楽プロデューサー）
- 武田さち子（教育評論家）
- 西亮太（英文学者、中央大学准教授）
- 福原健一（元NHKアナウンサー）[要出典]

## 交通
出典 : 
電車
| 路線名               | 最寄り駅   | 徒歩所要時間 |
| -------------------- | ---------- | ------------ |
| 多摩都市モノレール線 | 上北台駅   | 10分         |
| 西武拝島線           | 東大和市駅 | 20分         |
| 西武拝島線           | 玉川上水駅 | 20分         |
| 西武多摩湖線         | 武蔵大和駅 | 30分         |

バス
| 運行事業者 | 乗車停留所             | 系統                   | 下車停留所              |
| ---------- | ---------------------- | ---------------------- | ----------------------- |
| 西武バス   | 立川駅                 | 立45                   | 「東大和高校」、徒歩1分 |
| 西武バス   | 東大和市駅             | 立35・立36・東大和35   | 「庚申塚」、徒歩5分     |
| 西武バス   | イオンモールむさし村山 | 立37・立37-1・東大和37 | 「庚申塚」、徒歩5分     |
| 都営バス   | 花小金井駅             | 梅70                   | 「庚申塚」、徒歩5分     |